# Raymundo Brito
Raymundo de Souza Brito (Salvador, 10 de julho de 1900 — Salvador, 16 de junho de 1982) foi um jornalista, advogado,  político e escritor, brasileiro, imortal da cadeira número 25 da Academia de Letras da Bahia.

## Biografia
Filho de Manoel Joaquim de Souza Brito e Maria Chaves de Souza Brito, foi casado com
Alzira Coelho Brito e pai de Delano.
Formou-se em Direito pela Faculdade de Direito da Bahia, 1921.
Livre-docente de Direito Penal da Faculdade de Direito da Universidade Federal da Bahia, UFBA, 1954.
Fundou o Hospital Evangélico da Bahia e a Maternidade Alzira Brito.
Foi deputado estadual na Bahia entre 1925-1926, reeleito em 1937 e para a legislatura 1951-1955.
Deputado federal pela Bahia, 1955-1959, reeleito para as legislaturas 1959-1963, 1963-1967 e 1967-1971.
Foi Secretário Estadual de Justiça da Bahia, 1971-1975.
Imortal da Academia de Letras da Bahia, Cadeira 25. Entre os seus livros publicados estão os seguintes;
- Direito Penal Fascista, 1936;
- Caminhos Perdidos (poesia);
- O Drama da Adolescência;
- Realismo, Idealismo e Filosofia da Vida;
- Por que filosofamos?;
- O Livro de Ilhéus;
- Firma Falsa Questão de Limites;
- Memoriais Jurídicos;
- Evolução dos Centros de Interesses;
- Filosofia de Guerra Alemã;
- Mímica das Emoções;
- Brasília-Pioneiros e Candangos, entre outros[1][4][2]

Morreu em Salvador aos 81 anos, em 16 de junho de 1982.
A rua Raimundo Brito, no bairro de Itinga, foi assim denominada em sua homenagem.